# キニオホン
キニオホン（英語: chiniofon）は、抗原虫薬である。